# アルメン・アブディ
アルメン・アブディ（Almen Abdi, 1986年10月21日 - ）は、セルビア・プリズレン（現在はコソボに属する）出身のサッカー選手。ポジションはMF。

## 経歴
FCチューリッヒの下部組織出身。2005-06シーズン、最終節までの7連勝でFCバーゼルを得失点差で抜き去り、25シーズンぶりの優勝を飾った。2006年、契約を3年間延長して2010年6月までの新契約にサインした。2006-07シーズンも前シーズン同様に終盤戦まで優勝争いがもつれたが、最終節のFCアーラウ戦の勝利でFCバーゼルを逆転して2連覇した。2008-09シーズンはコンスタントに得点し、19得点でドゥンビア・セイドゥに次ぐ得点ランキング2位にはいった。エリック・ハスリとのふたりで37得点し、チーム総得点80の半分近くを記録した。UEFAチャンピオンズリーグ予選プレーオフFKベンツピルス戦セカンドレグではロスタイムに決勝点を決め、本戦出場に貢献した。

## 代表歴
2008年8月20日、UEFA欧州選手権2008後初の試合となるキプロス戦でスイス代表デビューした。

## 所属クラブ
- FCチューリッヒ 2003-2009
- ル・マンUC 2009-2010
- ウディネーゼ・カルチョ 2010-2013

→ ワトフォードFC 2012-2013 (loan)
- ワトフォードFC 2013-2016
- シェフィールド・ウェンズデイFC 2016-2019

## タイトル
- FCチューリッヒ
  - スーパーリーグ (3): 2005-06, 2006-07, 2008-2009